# 洪都拉斯历史
在16世纪哥伦布到来之前，洪都拉斯由众多部族组成。

## 哥伦布前时代
考古学家已经证明，洪都拉斯拥有一个多种族所组成的历史。4～7世纪，洪都拉斯西部為玛雅文明中心之一。科潘是玛雅的主要城市，它在大约公元150年开始繁荣，在古典时代后期（公元700-850）达到顶峰。在科潘有许多雕刻的碑文和石柱。在9世纪玛雅文明开始衰落，但有证据显示人们仍然生活在周围的城市附近，直到约1200年。

## 征服时代
1502年哥伦布到达洪都拉斯的海灣群島，為宏都拉斯與歐洲接觸之始，1524年西班牙军队开始征服洪都拉斯，同年沦为西班牙殖民地。1537～1539年莱姆皮拉领导3万印第安人举行起义，反抗西班牙殖民统治。

## 殖民时代
1539年，洪都拉斯划归瓜地馬拉都督府管辖。在1540年下半年，洪都拉斯开始走向发展和繁荣，得益于在格拉西亚斯建立危地马拉都督府作为地区首府。然而，这一决定在危地马拉和萨尔瓦多引起怨恨。1549年，首都迁往危地马拉的安提瓜，洪都拉斯依旧是在危地马拉都督府下的一个省。

## 19世纪洪都拉斯
在19世纪初，拿破仑占领西班牙引发了在西属美洲的起义。洪都拉斯于1821年9月15日宣布独立，但1822年被并入墨西哥第一帝國。1823年，墨西哥皇帝阿古斯丁·德伊图尔维德被一场革命所推翻，墨西哥议会允许中美洲地区对前途自决。1823年洪都拉斯加入中美洲联邦，1838年10月退出中美洲联邦，成立独立主权国家。1840年宏都拉斯在危地马拉独裁者拉斐尔·卡雷拉支持下，保守派弗朗西斯科·费雷拉建立独裁政府。1853年以后，洪都拉斯國內的自由派和保守派经常发生政变和内战，政权更迭频繁。金、银矿業遭到破坏、影響經濟發展甚鉅。從1840年代起，英国侵占洪都拉斯东部地区和巴亚群岛，修建铁路，并取得大片土地的租让权。
19世纪末，美国攫取了圣胡安西托地区的银矿开采权。转轨已经发生。

## 20世纪洪都拉斯

### 美国在洪都拉斯的影响力（1899年——1919年）
1899年，香蕉产业在洪都拉斯增长迅速，权力和平地从波利卡波尼利亚移交到塞拉利昂将军。这标志着几十年来首次依照宪法移交权力。
20世纪初，美国联合果品公司和标准果品公司霸占北部沿海平原大片土地，发展香蕉种植园，并垄断大部分铁路、航运、电力和香蕉出口。到1913年洪都拉斯90%以上的对外贸易为美国所控制。香蕉产业的发展促使了有组织的劳工运动的开始。1917年首次发生了针对果品公司的罢工。这次罢工被洪都拉斯军队镇压。但第二年另外的劳工骚乱又发生在塞巴的标准果品公司。1920年，总罢工席卷加勒比海岸。对此，一艘美国军舰被派往该地区，和洪都拉斯政府开始逮捕运动领导人。当标准果品提供了一个约为每天1.75美元的新工资后，罢工最终结束了。

### 动荡时期（1919年——1924年）
1919年，伯特兰很明显将拒绝进行公开的选举来选择他的继任者。这种行动不会遭到民众支持以及美国的反对。在1924年1月，洛佩斯·古铁雷斯宣布，他打算继续留任，直至新的选举可以如期举行，但他一再拒绝指定选举日期。卡里亚斯，据报道在联合果品的支持下，宣布自己为总统。武装冲突随后爆发。2月，美国警告说，任何以暴力的手段上台的人将不会得到承认。同时暂停与洛佩斯·古铁雷斯政府关系由于其未能举行选举。
在1924年的最初几个月，情况急剧恶化。2月28日，在塞巴政府军与叛军之间发生激烈战斗。即使丹佛号航空母舰的存在和美军的登陆仍然无法阻止大规模的抢劫和纵火。在随后的一周，美军在洪都拉斯海域登陆以保护美国的利益。

### 秩序恢复（1925年-1931年）
1925年拉巴斯·巴拉奥纳继任总统。尽管于1925年发生了由费雷拉将军领导的另一次小规模起义，洪都拉斯开始转向平静。在联合果品公司的控制下，洪都拉斯成为以香蕉種植為主的单一经济国家，香蕉生产发展很快，到1930年香蕉出口占世界第一位。1929年世界资本主义经济危机使洪都拉斯经济受到沉重打击,群众生活下降，人民起义不断发生。

### 20世纪30年代至70年代
宏都拉斯国民党领袖蒂武西奧·卡里亚斯·安迪诺在美国的支持和策动下，于1933年攫取政权，建立独裁统治。1954年該國工人为提高工资、改善劳动条件和争取参加工会的权利举行大罢工，使美国對於垄断资本作出某些让步。
在1954年总罢工之后，1955年10月，年轻的军事改革派发动了政变，组建临时军政府。1957年议会选举中由自由党的拉蒙·比列达·莫拉莱斯勝選擔任总统。1963年武装部队司令奥斯瓦尔多·洛佩斯·阿雷利亚诺在美国策动下发动政变，推翻了莫拉莱斯政權，並于1965年当选总统。
1969年，宏都拉斯與鄰國薩爾瓦多因1970年世界盃足球賽北美外圍賽作為導火線，發生了為時僅6日的足球戰爭，原因則為兩國的國營傳播媒體均煽動仇視對方的國民與政治，使洪都拉斯政府下令將成千上萬的薩爾瓦多勞工驅逐出境，最後導致軍事衝突。足球戰爭導致中美洲共同市場停擺12年，這是個由美國大力推動的區域整合計劃，以作為抵制古巴革命外溢的工具。
1971年国民党拉蒙·埃内斯托·克鲁斯竞选获胜，但执政不久，阿雷利亚诺又一次发动政变上台。1975年武装部队司令胡安·阿尔韦托·梅尔加·卡斯特罗发动政变，取代阿雷利亚诺。而1978年武装部队司令波利卡波·帕斯·加西亚发动政变，组成以他为首的军人委员会。

### 20世纪80年代
1979年，洪都拉斯恢复文官统治。1980年4月举行了制宪选举以及1981年11月举行了普选。新宪法于1982年批准。
1988年，由于受到尼加拉瓜军队威胁，美军部署到洪都拉斯。

## 21世纪洪都拉斯
2009年11月29日，大选举行。前国会主席佩佩·路宝成为胜利者。
2013年，宏都拉斯首都近郊一座監獄發生騷亂，造成3死、12人受傷之後，總統洛沃下令這座主要監獄實施軍事化管理。